# Млинне залізо

Схематична структура процесу помелу

Млинне залізо є центральним компонентом у процесі помелу борошна у млині. Залізо має функцію валу або маточини, рухає верхній обертовий камінь ротора, утримує камінь вертикально і радіально в положенні, а також передає крутний момент ротору.
Компонент складається із стержня ("шпинделя", фрезерного заліза у вужчому сенсі, пункт 11 на схемі), який вставляється через центральний отвір ("вушко") пари жорен, які встановлено на анкері, що кріпиться до нижнього каменю, камінь дна. Міцно з’єднаний з веретеном (зазвичай облягаючий за допомогою квадрата, прожинно-кулачкової муфти тощо) - це привідний залізний пристрій (який називається "кіркою" або "водієм" ; позиції 9 і 10 на схемі), який зачіпає відповідні поглиблення у верхньому обертовому камені ротора і таким чином передає крутний момент від шпинделя до каменю.
Млинне залізо існує в різних формах. Прості конструкції - це трохи більше, ніж пряме плоске око або прямокутна пластина з отвором. Більш складні деталі мають форму хреста або зірки.

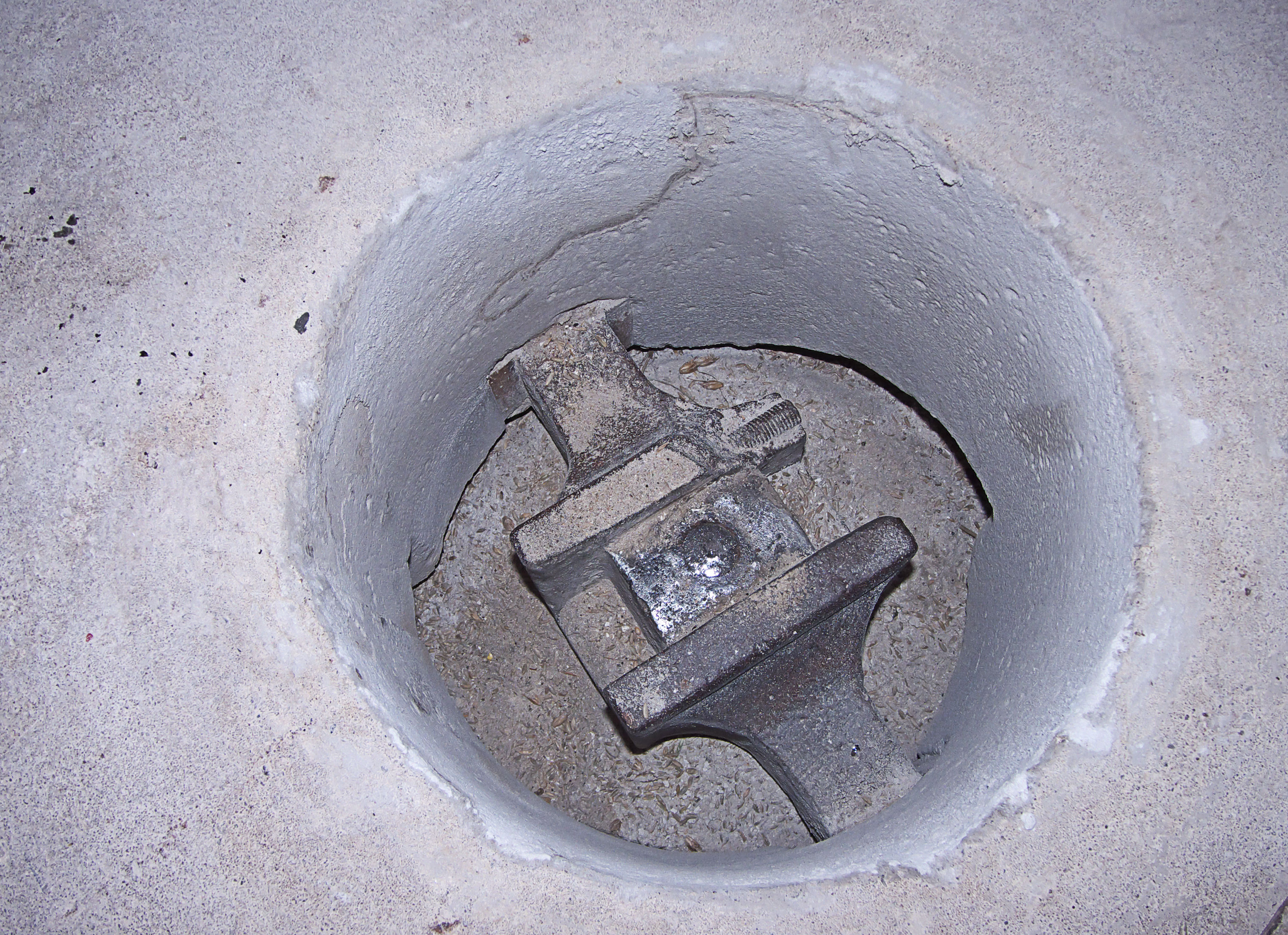
Око з простим підбором
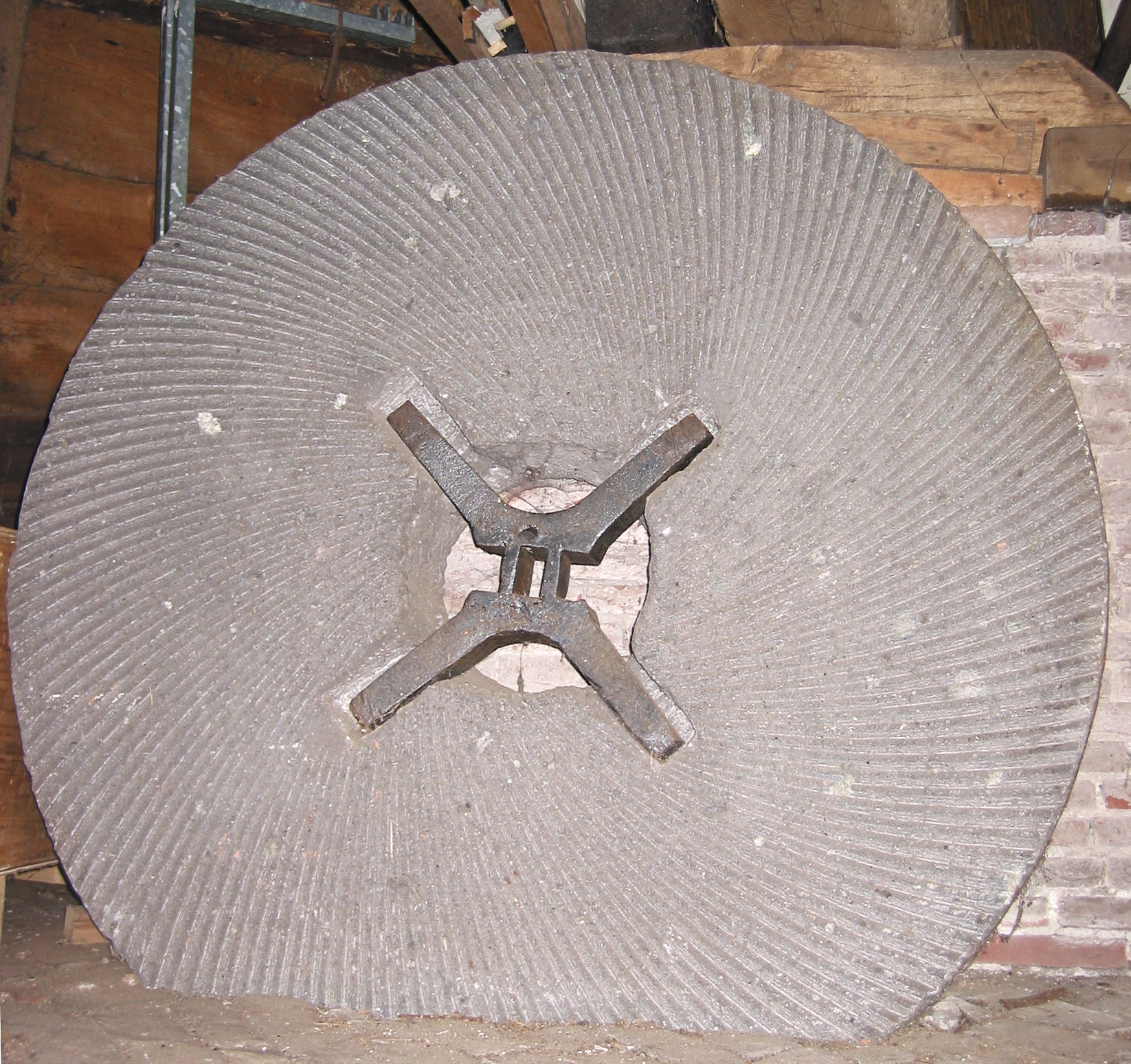
Камінь-бігун з чотирикутною пікою
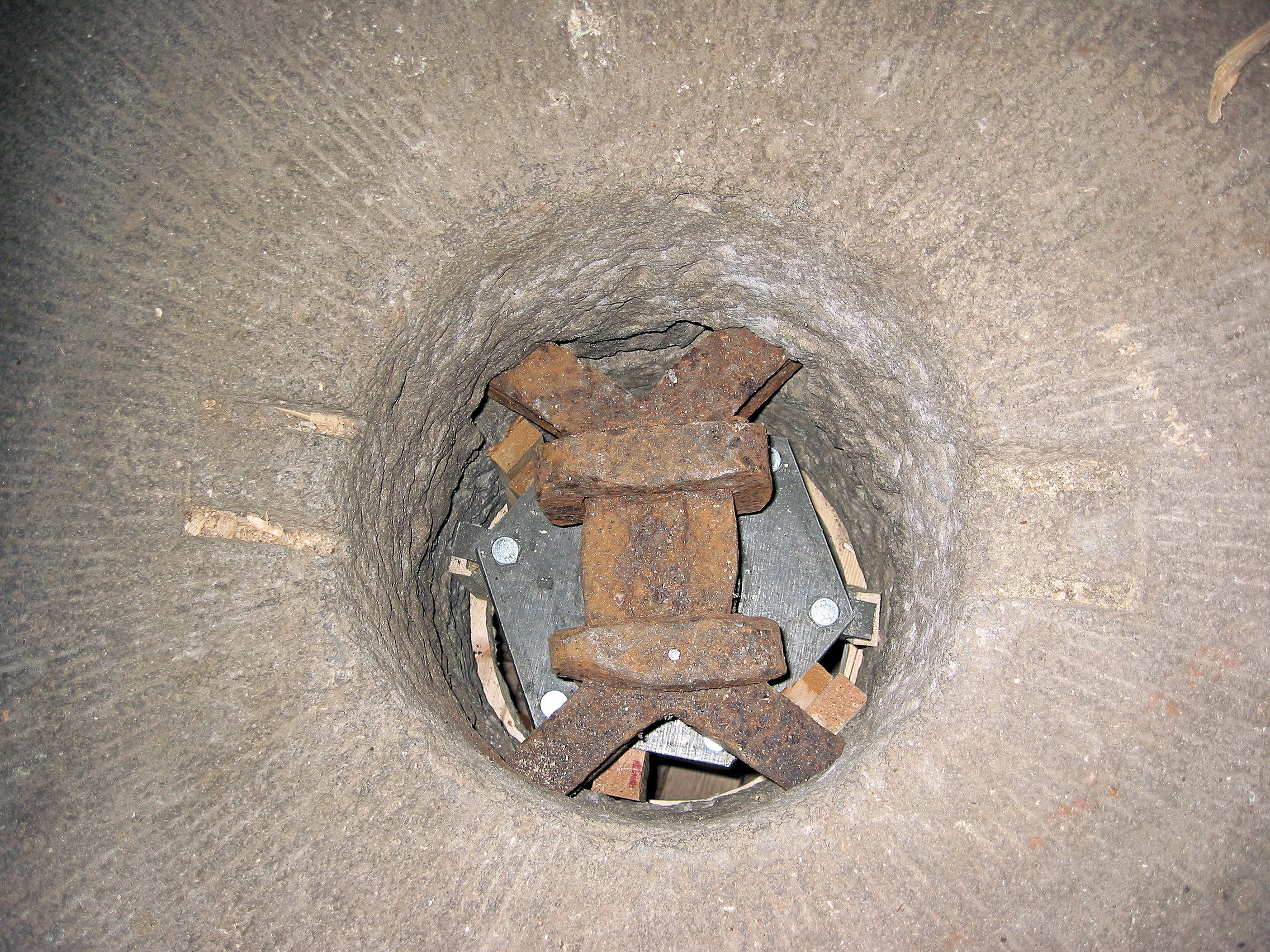
Поріз, видно крізь око
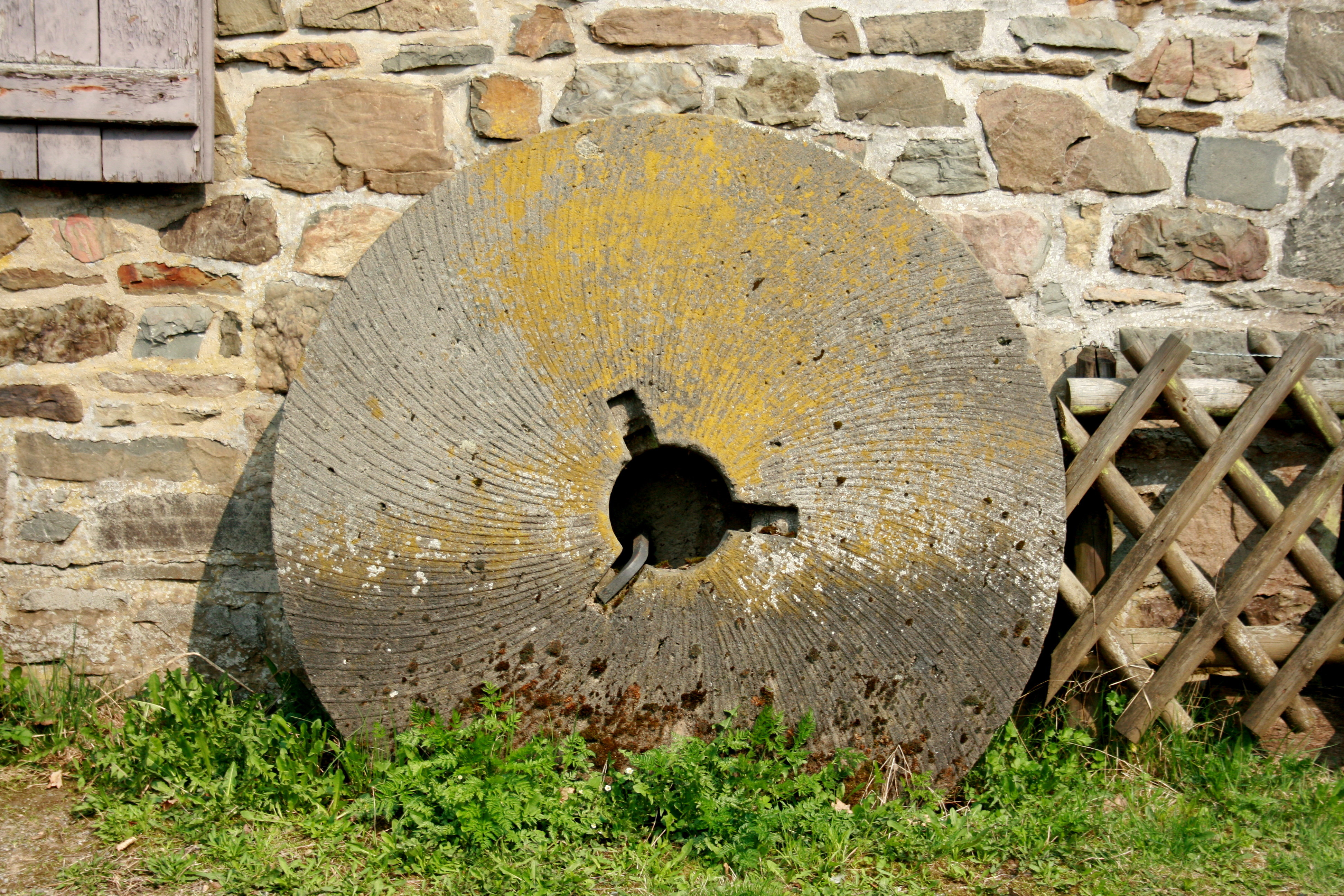
Жорновий камінь з поглибленнями для тригранної кірки

## Використання в геральдиці
Млинне залізо - точніше маточина, тобто рушій, що несе і обертає бігун - часто використовується як негеральдична фігура в геральдиці, часто у зв'язку з жорнами.

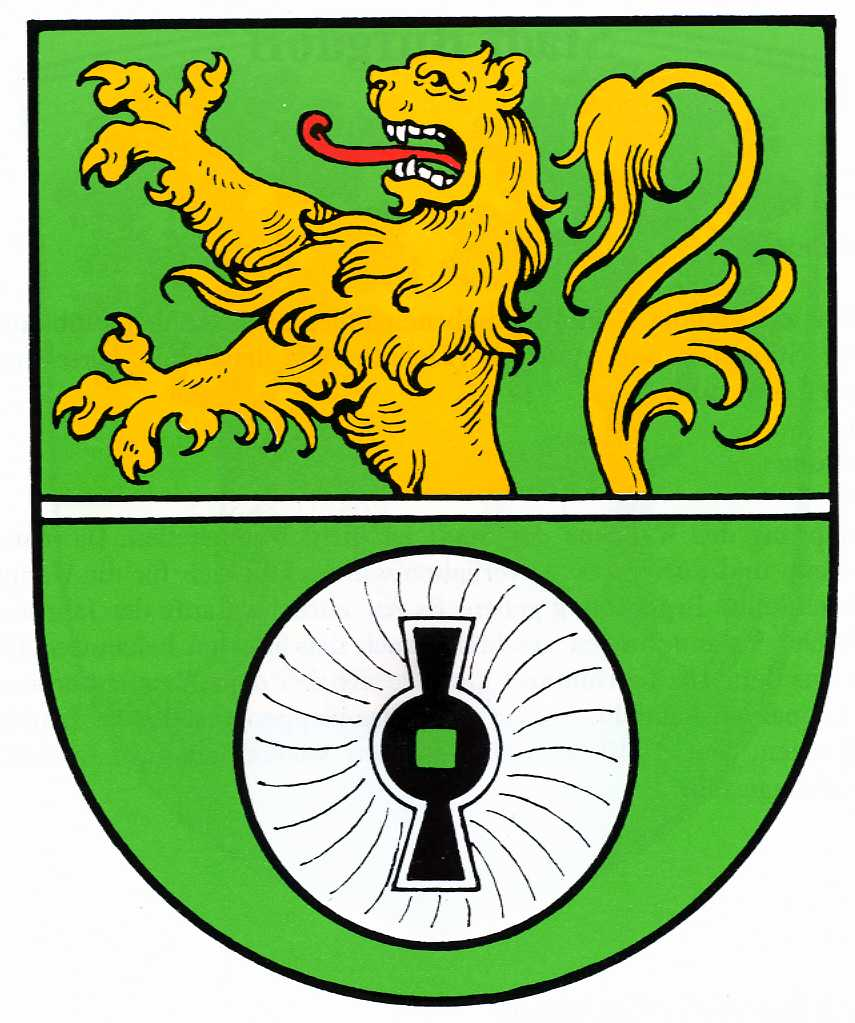
Герб Бейнгорна з чітко впізнаваним млинним залізом у млинному камені
Герб Мюльхаузена з млинним залізом в основі щита
Герб Рутвайлера з двома млинними залізами в основі щита
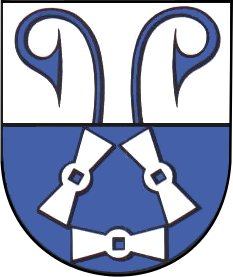
Герб Бартерода з трьома млинними залізами в основі щита
Герб Мюльпфада з двома млинними залізами та жорнами в голівці щита
Герб Барума з млинним залізом на першому полі
Герб Флутершена з горизонтальним млинним залізом в основі щита
Герб Каарста з трьома млинними залізами в передньому полі
Герб Валлерфангена млинним залізом, лотаринзьким хрестом і зіркою